# Eryngium venustum
Eryngium venustum är en flockblommig växtart som beskrevs av Harley Harris Bartlett och Lincoln Constance. Eryngium venustum ingår i släktet martornar, och familjen flockblommiga växter. Inga underarter finns listade i Catalogue of Life.